# Pass the Chicken & Listen
Pass the Chicken & Listen è un album in studio del duo musicale statunitense The Everly Brothers, pubblicato nel 1972.

## Tracce
Side 1
1. Lay It Down (Gene Thomas) – 3:18
2. Husbands and Wives (Roger Miller) – 2:23
3. Woman Don't You Try to Tie Me Down (Joe Allen) – 4:01
4. Sweet Memories (Mickey Newbury) – 2:55
5. Ladies Love Outlaws (Lee Clayton) – 3:13
6. Not Fade Away (Buddy Holly, Norman Petty) – 2:01

Side 2
1. Watchin' It Go (Gene Thomas) – 2:26
2. Paradise (John Prine) – 3:37
3. Somebody Nobody Knows (Kris Kristofferson) – 3:37
4. Good Hearted Woman (Waylon Jennings, Willie Nelson) – 2:34
5. A Nickel for the Fiddler (Guy Clark) – 2:24
6. Rocky Top (Felice Bryant, Boudleaux Bryant) – 2:53

## Formazione
- Don Everly – chitarra acustica, voce
- Phil Everly – chitarra acustica, voce
- Chet Atkins – chitarra acustica
- David Briggs – piano
- Johnny Gimble – fiddle, mandolino
- Ralph Gallant – batteria
- Weldon Myrick  – pedal steel guitar
- Hargus "Pig" Robbins – organo, piano
- Hal Rugg – pedal steel guitar
- Steve Schaffer – basso
- Dale Sellers – chitarra acustica, dobro
- Pete Wade – chitarra acustica
- Paul Yandell – chitarra acustica
- Bobby Thompson – chitarra acustica, banjo